# Anthony Musaba
Anthony Musaba (Beuningen, 6 dicembre 2000) è un calciatore olandese, attaccante del Samsunspor.

## Biografia
Anche suo fratello gemello Richie è un calciatore professionista.

## Caratteristiche tecniche
È un'ala destra potente e di qualità che può essere utilizzata anche nella fascia opposta.

## Carriera
Cresciuto nel settore giovanile del N.E.C., debutta in prima squadra il 19 aprile 2019 giocando l'incontro di Eerste Divisie vinto 3-2 contro il Volendam; trova la sua prima rete la stagione seguente, nell'incontro di campionato perso 1-2 contro l'Eindhoven.
Il 26 giugno 2020 viene acquistato a titolo definitivo dal Monaco, con cui firma un contratto di cinque anni; il 24 agosto seguente viene ceduto in prestito al Cercle Bruges per una stagione.

## Statistiche
Statistiche aggiornate al 14 febbraio 2021.

### Presenze e reti nei club
| Stagione        | Squadra         | Campionato      | Campionato | Campionato | Coppe nazionali | Coppe nazionali | Coppe nazionali | Coppe continentali | Coppe continentali | Coppe continentali | Altre coppe | Altre coppe | Altre coppe | Totale | Totale | Totale |
| Stagione        | Squadra         | Comp            | Pres       | Reti       | Comp            | Pres            | Reti            | Comp               | Pres               | Reti               | Comp        | Pres        | Reti        | Pres   | Reti   |        |
| --------------- | --------------- | --------------- | ---------- | ---------- | --------------- | --------------- | --------------- | ------------------ | ------------------ | ------------------ | ----------- | ----------- | ----------- | ------ | ------ | ------ |
| 2018-2019       | N.E.C.          | 1D              | 3+2        | 0          | CO              | 0               | 0               |                    | -                  | -                  |             | -           | -           | 5      | 0      |        |
| 2019-2020       | N.E.C.          | 1D              | 25         | 7          | CO              | 1               | 2               |                    | -                  | -                  |             | -           | -           | 26     | 9      |        |
| 2020-2021       | Cercle Bruges   | D1              | 24         | 6          | CB              | 1               | 0               |                    | -                  | -                  |             | -           | -           | 25     | 6      |        |
| Totale carriera | Totale carriera | Totale carriera | 54         | 13         |                 | 2               | 2               |                    | -                  | -                  |             | 0           | 0           | 56     | 15     |        |